# Forumszeitung
Forumszeitung ist ein in der Schweiz gebräuchlicher Ausdruck für eine Zeitung, die ein gewisses Spektrum von Meinungen repräsentiert. Im Gegensatz dazu stehen Parteiblätter und religiös/konfessionell ausgerichtete Zeitungen.

## Entstehung
Deklarierte oder statutarisch festgelegte Eigenschaft einer Forumszeitung ist die Meinungsvielfalt. Zeitungen, die sich ‹Forumszeitungen› nennen, kommen diesem Wunsch [der Leserschaft] nach Ausgewogenheit entgegen… Der Begriff lehnt sich an das Forum im Römischen Reich, das als politisches, juristisches und religiöses Zentrum allseits offenstand.
Forumszeitungen entstanden in grösserer Zahl in den 1970er Jahren. Mitgeprägt wurde der Begriff damals von Peter Studer, einem Schweizer Publizisten. Grund für die Bildung von Forumszeitungen aus mehreren Zeitungen sind oft der Spardruck und die Werbeerträge.

## Vertreter
Eine bekannte Forumszeitung ist die Basler Zeitung, die seit 1977 aus der National-Zeitung und den Basler Nachrichten entstand und seither eine breitere Leserschaft ansprechen möchte.

## In Deutschland
In Deutschland handelt es sich um einen Begriff der Pressegeschichte, der die Vielfalt der Meinungen beschreibt, als die ersten Zeitungen aus den Salons der Kaffeehäuser Mitte des 18. Jahrhunderts hervorgingen, die dort oft ihre ersten Redaktionsräume hatten. Kaffeehäuser waren die Grundlage für das Entstehen der ersten Zeitungsideen, in denen sich das aufkommende Bürgertum austauschte. Dieser Gedanke manifestierte sich später in Abgrenzung zu der einseitigen Ausrichtung von Parteizeitungen und kirchlich-konfessionellen Zeitungen um die Jahrhundertwende. Als Beispiele sind die Frankfurter Zeitung und die Vossische Zeitung anzuführen, die vorbildlich für die Entwicklung der Medienpluralität stehen.
In der deutschen Zeitungslandschaft nach 1945 war die pluralistische Zeitung unter Anleitung der amerikanischen und britischen Lizenzgeber regional und überregional das übliche Zeitungsmodell wie Partei-, Kirchen- und Gewerkschaftszeitungen bedeutungslos wurden und verschwanden. Damit erübrigte sich die die Begriffsabgrenzung Forumszeitung, populär wurden die Begriffe Binnenvielfalt und innere Pressevielfalt.